# Андреєв Павло Дмитрович
Павлик Андре́єв (нар. 5 вересня 1903, Москва — пом. 12 листопада 1917, Москва) — юний учасник Жовтневої революції в Москві.

## Біографія
Народився в Москві 5 вересня 1903 року. Працював помічником коваля на заводі Лева Міхельсона (нині Московський електромеханічний завод імені Володимира Ілліча). Був членом Спілки робітничої молоді «3-й Інтернаціонал» Замоскворецького району.
У жовтні 1917 року допомагав червоногвардійцям свого району (підносив набої, медикаменти, продовольство). У бою з юнкерами на Остоженці був важко поранений і через три доби 12 листопада 1917 року помер від ран. Похований 22 листопада 1917 року у братські могилі борців революції біля Кремлівської стіни у Москві.

## Вшанування
- Його іменем у 1963 році названо вулицю у Москві (колишній Арсеньївський провулок у районі Великої Серпуховської вулиці) у Замоскворіччі. Вулиця Павла Андрєєва знаходиться поруч із заводом, на якому працював Павло.
- За радянських часів його ім'я носили бригада ковалів заводу імені Володимира Ілліча, палац піонерів Радянського та будинок піонерів Москворецького районів Москви.
- Його ім'я було занесено до Книги пошани Московської міської піонерської організації.